# Rosanna Davison
Rosanna Diane Davison (nascuda el 17 d'abril de 1984) és una actriu, cantant, escriptora, model i reina de bellesa irlandesa que va ser coronada Miss Món 2003. És filla del músic Chris de Burgh, i la cançó "For Rosanna" va ser escrita pel seu pare per al seu àlbum de 1986, Into the Light en honor seu. Davison és terapeuta nutricional i promou els beneficis per a la salut d'una dieta basada en plantes.

## Educació
Nascut al comtat de Dublín, Irlanda, l'educació primària de Davison va ser a l'escola Aravon, al comtat de Wicklow. Després va assistir a l'escola Rathdown a Glenageary, comtat de Dublín. Va completar els exàmens del certificat de finalització el 2002.

## Miss Món
L'agost de 2003, va entrar a la final de Miss Irlanda a Dublín i, guanyant la competició, es va trobar competint pel títol de Miss Món. El desembre de 2003, Davison, juntament amb 106 concursants més, van competir a la competició Miss Món a Sanya, Xina. Rosanna va guanyar la corona i és la primera participant irlandesa a guanyar el títol de Miss Món des que va començar el 1951. Durant el regnat de Davison, va visitar el Regne Unit, els Estats Units, el Canadà, la Xina i Sri Lanka.

## Modelatge i carrera cinematogràfica

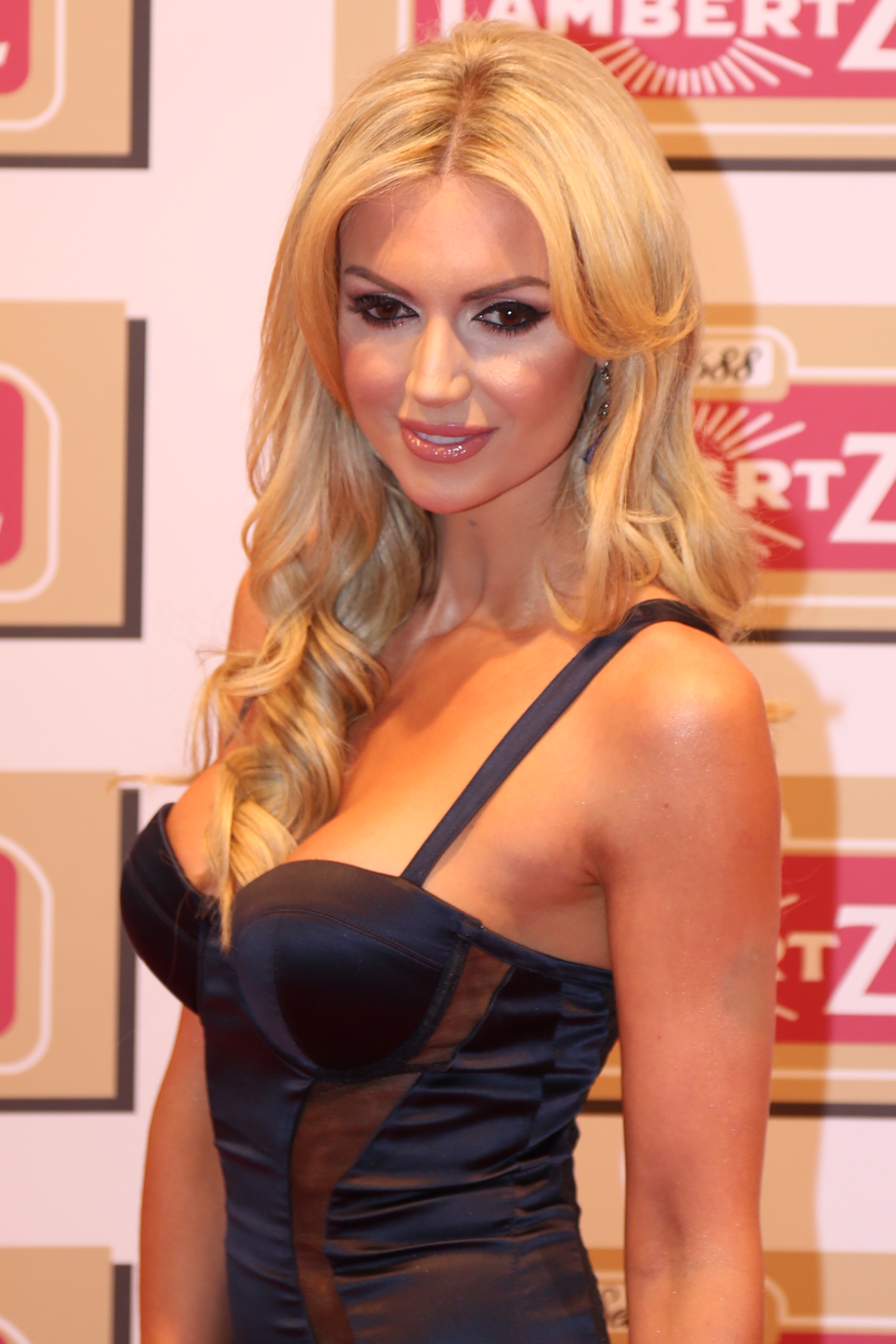
Rosanna Davison el 2017

Treballa amb Storm Model Management al Regne Unit.
El febrer de 2012, va quedar segona en una enquesta per trobar les persones més desitjables d'Irlanda.
A partir de l'octubre de 2013, va començar a presentar petits espais a LFC TV, el canal de televisió dedicat al Liverpool FC.

## Vida personal
Davison ha estat en una relació amb Wesley Quirke des del 2006. Es van comprometre el 2013 i es van casar a l'estiu del 2014. Van tenir la seva lluna de mel a les Seychelles. Tenen una filla i dos fills bessons.
Va seguir una dieta vegetariana durant més d'una dècada, però va passar a fer una dieta vegana per impulsar el seu entrenament per a l'Ironman de Galway, un esdeveniment que consisteix en una mitja marató, 90 quilòmetres en bicicleta i 1,9 quilòmetres de natació. El 2013, va posar nua en una campanya publicitària de PETA que promocionava una dieta vegana.
Davison és llicenciada per la Facultat de Medicina Naturopàtica. És una terapeuta nutricional qualificada i va obtenir el seu màster en nutrició personalitzada a la Universitat de Middlesex. El febrer de 2015 va signar un acord d'edició amb Gill Books per al seu primer llibre de cuina, Eat Yourself Beautiful, que es va publicar l'agost de 2015 i va arribar a ser un best-seller. El llibre defensa la nutrició basada en plantes.
El 2019, els activistes vegans van criticar Davison per haver participat en una campanya de pagament per a l'hipòdrom de Naas. En resposta, Davison ha afirmat que menja una dieta basada en plantes per motius de salut i mai ha afirmat ser vegana.

## Filmografia
- Harry Hill: una audiència amb Harry Hill (2004)
- Comic Relief: Red Nose Night Live 05 (2005)
- Final de Miss Gran Bretanya 2010 (2011)
- Ringsend (2017)
- The Wake (2017)

## Publicacions seleccionades
- Eat Yourself Beautiful: True Beauty, From the Inside Out (2015)
- Menja't en forma: fes que el teu entrenament funcioni més (2016)